# Афінна зв'язність
Аф́інна зв'́язність — лінійна зв'язність на дотичному розшаруванні многовиду. Координатними виразами афінної зв'язності є символи Крістофеля.

## Означення
Нехай M є гладким многовидом і C∞(M,TM) позначає простір векторних полів на M. Тоді афінна зв'язність на M це білінійне відображення
{\displaystyle {\begin{matrix}C^{\infty }(M,TM)\times C^{\infty }(M,TM)&\rightarrow &C^{\infty }(M,TM)\\(X,Y)&\mapsto &\nabla _{X}Y,\end{matrix}}}
таке, що для будь-якої гладкої функції f ∈ C∞(M,R) і будь-яких векторних полів X, Y на M:
1. {\displaystyle \nabla _{fX}Y=f\nabla _{X}Y}, тобто, {\displaystyle \nabla } лінійно за першим аргументом;
2. {\displaystyle \nabla _{X}(fY)=\mathrm {d} f(X)Y+f\nabla _{X}Y}, тобто {\displaystyle \nabla } задовольняє правилу Лейбніца за другою змінною.

## Пов'язані означення
- Крученням афінної зв'язності називається вираз
{\displaystyle U(X,Y)=\nabla _{X}Y-\nabla _{Y}X-[X,Y]}

тут {\displaystyle [{*},{*}]} — дужки Лі
- Афінна зв'язність з нульовим крученням на рімановому многовиді, відносно якої метричний тензор коваріантного сталий, називається зв'язністю Леві-Чивіти.

- Афіна зв'язність, для якої виконується лише умова рімановості, називається рімановою зв'язністю.